# Viola lanaiensis
Viola lanaiensis W.Becker – gatunek roślin z rodziny fiołkowatych (Violaceae). Występuje endemicznie na Hawajach. Jest gatunkiem krytycznie zagrożonym. 

## Morfologia
PokrójBylina przybierająca postać krzewu. Dorasta do 10–40 cm wysokości, tworzy kłącza.
LiścieBlaszka liściowa ma eliptycznie lancetowaty kształt. Mierzy 6–11 cm długości oraz 1,3–2,7 cm szerokości, jest piłkowana na brzegu, ma zbiegającą po ogonku nasadę i spiczasty wierzchołek. Ogonek liściowy jest nagi i ma 5–15 mm długości. Przylistki są deltoidalne i osiągają 8–10 mm długości.
KwiatyPojedyncze, wyrastające z kątów pędów. Mają działki kielicha o podługowato lancetowatym kształcie i dorastające do 5–6 mm długości. Płatki są odwrotnie jajowate, mają biało-purpurową barwę oraz 9–14 mm długości, dolny płatek jest odwrotnie jajowaty, mierzy 12-15 mm długości, posiada obłą ostrogę o długości 2-5 mm.
OwoceTorebki mierzące 9-13 mm długości, o jajowatym kształcie.

## Biologia i ekologia
Rośnie na łąkach i skarpach. Występuje na wysokości od 800 do 1000 m n.p.m.